# Midara na Ao-chan wa Benkyō ga Dekinai
Midara na Ao-chan wa Benkyō ga Dekinai (淫らな青ちゃんは勉強ができない, lit. "Ao-chan não consegue estudar") é uma série de mangá shōnen escrita e ilustrada por Ren Kawahara (Haruka Kanda). O mangá foi serializado na revista Shōnen Magazine Edge da Kodansha entre 17 de outubro de 2015 e 17 de dezembro de 2018, sendo compilado em oito volumes tankōbon.[carece de fontes?] Uma adaptação da série para anime, produzida pelo estúdio Silver Link, foi anunciada em dezembro de 2018, sendo exibida desde 6 de abril de 2019.
Um mangá de sequência, intitulado Midarana Ao-chan wa Benkyō ga Dekinai Otona-hen (淫らな青ちゃんは勉強ができない オトナ編, lit. "Ao-chan não consegue estudar: Adulta"), focado numa Ao mais madura, começou a ser serializado na Shōnen Magazine Edge em 17 de janeiro de 2019.

## Enredo
Ao Horie é filha de um escritor bem-sucedido de romances eróticos, e quando ela estava no jardim de infância, costumava a contar como seu pai escolheu seu nome: A, do inglês "apple" (maçã) e O, de orgia. Passado muitos anos, Ao agora estuda com um único objetivo em mente: entrar em uma grande e boa universidade e conquistar definitivamente sua independência de seu pai. Por isso, Ao não tem tempo para experimentar namoros ou pensar em garotos, mas tudo muda quando um de seus colegas de classe, Takumi Kijima, se aproxima dela e declara o seu amor por ela. A partir daí, Ao tentará fazer de tudo para afastar Kijima, enquanto percebe que ela mesma possui vários pensamentos eróticos, frutos da influência de seu pai.

## Personagens
Ao Horie (堀江 青, Horie Ao)
Dublada por: Azumi Waki
Takumi Kijima (木嶋 拓海, Kijima Takumi)
Dublada por: Junta Terashima
Kasaki Horie (堀江 花咲, Horie Hanasaki)
Dublada por: Kenjiro Tsuda

## Mídia

### Mangá
O mangá da série foi serializado na revista Shōnen Magazine Edge entre outubro de 2015 e 17 de dezembro de 2018, e possui até o momento sete volumes tankōbon publicados. Em 17 de dezembro de 2018, a Kodansha anunciou que um mangá novo, focado na Ao um pouco mais velha, começaria a ser serializado na Shōnen Magazine Edge a partir de 17 de janeiro de 2019.
| N.º | Data de lançamento     | ISBN              |
| --- | ---------------------- | ----------------- |
| 1   | 17 de junho de 2016    | 978-4-06-391015-5 |
| 2   | 17 de novembro de 2016 | 978-4-06-391039-1 |
| 3   | 17 de março de 2017    | 978-4-06-391062-9 |
| 4   | 14 de julho de 2017    | 978-4-06-391073-5 |
| 5   | 16 de novembro de 2017 | 978-4-06-510462-0 |
| 6   | 17 de abril de 2018    | 978-4-06-511476-6 |
| 7   | 14 de setembro de 2018 | 978-4-06-512895-4 |
| 8   | 17 de janeiro de 2019  | 978-4-06-514351-3 |

### Anime
Uma adaptação da série para anime foi anunciada em 4 de dezembro de 2018, sendo exibida desde 6 de abril de 2019. O anime é produzido pelo estúdio Silver Link, com direção de Keisuke Inoue, roteiro de Michiko Yokote e design de personagens por Miwa Oshima.